# Futbol als Jocs Olímpics d'estiu de 1972
Als Jocs Olímpics d'Estiu de 1972 celebrats a la ciutat de Múnic (en aquells moments República Federal d'Alemanya) es disputà una competició de futbol en categoria masculina. La competició tingué lloc entre els dies 27 d'agost i 10 de setembre de 1972 entre les diferents seus de Múnic, Augsburg, Ingolstadt, Nürnberg, Passau i Regensburg.

## Comitès participants
Hi participaren un total de 269 futbolistes de 16 comitès nacionals diferents:
| - Brasil - Birmània - Colòmbia - Dinamarca | - Estats Units - Ghana - Hongria - Iran | - Malàisia - Marroc - Mèxic - Polònia | - RDA - RFA - Sudan - Unió Soviètica |

## Resum de medalles
| Prova          | Or | Argent | Bronze | Bronze |
| Futbol masculí | PolòniaHubert Kostka · Zbigniew Gut · Jerzy Gorgoń · Zygmunt Anczok · Lesław Ćmikiewicz · Zygmunt Maszczyk · Jerzy Kraska · Kazimierz Deyna · Zygfryd Szołtysik · Włodzimierz Lubański · Robert Gadocha · Ryszard Szymczak · Antoni Szymanowski · Joachim Marx · Grzegorz Lato · Marian Ostafiński · Kazimierz Kmiecik · Marian Szeja | HongriaIstván Géczi · Péter Vépi · Miklós Páncsics · Péter Juhász · Lajos Szücs · Mihály Kozma · Antal Dunai · Lajos Kü · Béla Váradi · Ede Dunai · László Bálint · Lajos Kocsis · Kálmán Tóth · László Branikovics · József Kovács · Csaba Vidács · Adám Rothermel | RDAJürgen Croy · Manfred Zapf · Konrad Weise · Bernd Bransch · Jürgen Pommerenke · Jürgen Sparwasser · Hans-Jürgen Kreische · Joachim Streich · Wolfgang Seguin · Peter Ducke · Frank Ganzera · Lothar Kurbjuweit · Eberhard Vogel · Harald Irmscher · Ralf Schulenberg · Reinhard Häfner · Siegmar Wätzlich | Unió SovièticaOleh Blokhín · Murtaz Khurtsilava · Yuri Istomin · Volodímir Kaplitxni · Viktor Kolotov · Yevgeni Lovchev · Sergei Olshansky · Yevgeni Rudakov · Vyacheslav Semyonov · Gennadi Evryuzhikhin · Hovhannès Zanazanian · Andrei Yakubik · Arkadi Andreassian · Revaz Dzodzuaixvili · Iosef Sabo · Yuri Eliseev · Vladimir Onishchenko · Anatoli Kuksov · Vladimir Pilgui |

## Medaller
| Posició | País           | Or | Argent | Bronze | Total |
| 1       | Polònia        | 1  | 0      | 0      | 1     |
| 2       | Hongria        | 0  | 1      | 0      | 1     |
| 3       | RDA            | 0  | 0      | 1      | 1     |
| 3       | Unió Soviètica | 0  | 0      | 1      | 1     |

## Resultats

### Primera ronda
Grup A
| Equip            | J | G | E | P | GF | GC | Pts |
| ---------------- | - | - | - | - | -- | -- | --- |
| Alemanya Federal | 3 | 3 | 0 | 0 | 13 | 0  | 6   |
| Marroc           | 3 | 1 | 1 | 1 | 6  | 3  | 3   |
| Malàisia         | 3 | 1 | 0 | 2 | 3  | 9  | 2   |
| Estats Units     | 3 | 0 | 1 | 2 | 0  | 10 | 1   |

| Marroc | 0–0   | Estats Units |
| ------ | ----- | ------------ |
|        | Resum |              |

 Rosenaustadion, Augsburg

Assistència: 4.000

Àrbitre: Rudi Gluckner (RDA)        
| Alemanya Federal                  | 3–0   | Malàisia |
| --------------------------------- | ----- | -------- |
| Worm 56' · Kalb 71' · Seliger 82' | Resum |          |

 Estadi Olímpic, Múnic

Assistència: 60.000

Àrbitre: Armando Marques (BRA)        
| Malàisia                              | 3–0   | Estats Units |
| ------------------------------------- | ----- | ------------ |
| Abdullah 8' · Salleh 67' · Zawawi 77' | Resum |              |

 Ingolstadt

Assistència: 3.000

Àrbitre: Henry Oberg (NOR)        
| Alemanya Federal              | 3–0   | Marroc |
| ----------------------------- | ----- | ------ |
| Nickel 30' 33' · Hitzfeld 53' | Resum |        |

 Passau

Assistència: 16.000

Àrbitre: Dogan Babacan (TUR)        
| Alemanya Federal                                               | 7–0   | Estats Units |
| -------------------------------------------------------------- | ----- | ------------ |
| Nickel 17' 43' 70' 86' · Hitzfeld 47' · Seliger 62' · Bitz 79' | Resum |              |

 Estadi Olímpic, Múnic

Assistència: 65.000

Àrbitre: Marco Dorantes Garcia (MEX)        
| Marroc                                                      | 6–0   | Malàisia |
| ----------------------------------------------------------- | ----- | -------- |
| Benkhrif 16' · Faras 19' 21' 25' · El Filali 56' · Tati 85' | Resum |          |

 Ingolstadt

Assistència: 2.500

Àrbitre: Károly Palotai (HON)        
Grup B
| Equip    | J | G | E | P | GF | GC | Pts |
| -------- | - | - | - | - | -- | -- | --- |
| URSS     | 3 | 3 | 0 | 0 | 5  | 2  | 6   |
| Mèxic    | 3 | 2 | 0 | 1 | 3  | 2  | 4   |
| Birmània | 3 | 1 | 0 | 2 | 2  | 2  | 2   |
| Sudan    | 3 | 0 | 0 | 3 | 1  | 5  | 0   |

| URSS        | 1–0   | Birmània |
| ----------- | ----- | -------- |
| Kolotov 51' | Resum |          |

 Regensburg

Assistència: 6.000

Àrbitre: Jafar Namdar (IRA)        
| Mèxic     | 1–0   | Sudan |
| --------- | ----- | ----- |
| Manzo 16' | Resum |       |

 Nuremberg

Assistència: 500

Àrbitre: Francesco Francescon (ITA)        
| Mèxic       | 1–0   | Birmània |
| ----------- | ----- | -------- |
| Cuéllar 86' | Resum |          |

 Nuremberg

Assistència: 1.000

Àrbitre: Robert Quarshie (GHA)        
| URSS                              | 2–1   | Sudan      |
| --------------------------------- | ----- | ---------- |
| Yevriuzhikin 42' · Zanazanian 44' | Resum | El Din 59' |

 Estadi Olímpic, Múnic

Assistència: 25.000

Àrbitre: Ferdinand Biwersi (FA)        
| Birmània                        | 2–0   | Sudan |
| ------------------------------- | ----- | ----- |
| Soe Than 7' · Aung Moe Thin 61' | Resum |       |

 Passau

Assistència: 2.000

Àrbitre: Marian Srodecki (POL)        
| URSS                              | 4–1   | Mèxic    |
| --------------------------------- | ----- | -------- |
| Blokhín 7' 13' 14' · Semyonov 58' | Resum | Razo 60' |

 Regensburg

Assistència: 8.000

Àrbitre: Luis Pestarino (ARG)        
Grup C
| Equip     | J | G | E | P | GF | GC | Pts |
| --------- | - | - | - | - | -- | -- | --- |
| Hongria   | 3 | 2 | 1 | 0 | 9  | 2  | 5   |
| Dinamarca | 3 | 2 | 0 | 1 | 7  | 4  | 4   |
| Iran      | 3 | 1 | 0 | 2 | 1  | 9  | 2   |
| Brasil    | 3 | 0 | 1 | 2 | 4  | 6  | 1   |

| Hongria                                       | 5–0   | Iran |
| --------------------------------------------- | ----- | ---- |
| A. Dunai 31' 48' 91' · Varadi 52' · Kozma 91' | Resum |      |

 Nuremberg

Assistència: 2.000

Àrbitre: Guillermo Velasquez (COL)        
| Dinamarca                      | 3–2   | Brasil                     |
| ------------------------------ | ----- | -------------------------- |
| Simonsen 28' 83' · Røntved 50' | Resum | Dirceu 68' · Zé Carlos 69' |

 Passau

Assistència:10.000

Àrbitre: Pavel Kazakov (URSS)        
| Dinamarca                                         | 4–0   | Iran |
| ------------------------------------------------- | ----- | ---- |
| Heino Hansen 16' 58' · Simonsen 39' · Nygaard 44' | Resum |      |

 Rosenaustadion, Augsburg

Assistència: 3.500

Àrbitre: Abdelkrim Ziani (MAR)        
| Hongria                  | 2–2   | Brasil                    |
| ------------------------ | ----- | ------------------------- |
| A. Dunai 4' · Juhász 84' | Resum | Pedrinho 67' · Dirceu 73' |

 Estadi Olímpic, Múnic

Assistència: 50.000

Àrbitre: William Mullan (UK)        
| Iran       | 1–0   | Brasil |
| ---------- | ----- | ------ |
| Halvai 63' | Resum |        |

 Regensburg

Assistència: 2.200

Àrbitre: Gerhard Schulemburg (RFA)        
| Dinamarca | 0–2   | Hongria          |
| --------- | ----- | ---------------- |
|           | Resum | E. Dunai 17' 84' |

 Rosenaustadion, Augsburg

Assistència: 8.500

Àrbitre: Oei Poh Hwa (MAS)        
Grup D
| Equip                | J | G | E | P | GF | GC | Pts |
| -------------------- | - | - | - | - | -- | -- | --- |
| Polònia              | 3 | 3 | 0 | 0 | 11 | 2  | 6   |
| Alemanya Democràtica | 3 | 2 | 0 | 1 | 11 | 3  | 4   |
| Colòmbia             | 3 | 1 | 0 | 2 | 4  | 12 | 2   |
| Ghana                | 3 | 0 | 0 | 3 | 1  | 10 | 0   |

| Alemanya Democràtica                            | 4–0   | Ghana |
| ----------------------------------------------- | ----- | ----- |
| Kreische 19' 89' · Streich 45' · Sparwasser 66' | Resum |       |

 Estadi Olímpic, Múnic

Assistència: 40.000

Àrbitre: Michael Wuertz (EUA)        
| Polònia                             | 5–1   | Colòmbia  |
| ----------------------------------- | ----- | --------- |
| Deyna 16' 32' · Gadocha 42' 49' 72' | Resum | Morón 63' |

 Ingolstadt

Assistència:4.000

Àrbitre: A. Salih Gindil (SUD)        
| Alemanya Democràtica                                                  | 6–1   | Colòmbia     |
| --------------------------------------------------------------------- | ----- | ------------ |
| Streich 1' 10' · Sparwasser 9' · Ducke 31' · Vogel 85' · Kreische 88' | Resum | Espinosa 38' |

 Passau

Assistència: 4.500

Àrbitre: Abdelkader Aouissi (ALG)        
| Polònia                                    | 4–0   | Ghana |
| ------------------------------------------ | ----- | ----- |
| Lubański 40' · Gadocha 59' 89' · Deyna 86' | Resum |       |

 Regensburg

Assistència: 2.200

Àrbitre: Kan-Chee Lee (Hong-Kong)        
| Colòmbia                             | 3–1   | Ghana      |
| ------------------------------------ | ----- | ---------- |
| Morón 56' · Torres 60' · Montano 82' | Resum | Sunday 79' |

 Estadi Olímpic, Múnic

Assistència: 25.000

Àrbitre: Kurt Tschenscher (RFA)        
| Polònia       | 2–1   | Alemanya Democràtica |
| ------------- | ----- | -------------------- |
| Gorgoń 6' 63' | Resum | Streich 45'          |

 Nuremberg

Assistència: 10.000

Àrbitre: Werner Winsemann (CAN)        

### Segona ronda
Grup 1
|                      | J | G | E | P | GF | GC | Pts |
| -------------------- | - | - | - | - | -- | -- | --- |
| Hongria              | 3 | 3 | 0 | 0 | 8  | 1  | 6   |
| Alemanya Democràtica | 3 | 2 | 0 | 1 | 10 | 4  | 4   |
| Alemanya Federal     | 3 | 0 | 1 | 2 | 4  | 8  | 1   |
| Mèxic                | 3 | 0 | 1 | 2 | 1  | 10 | 1   |

| Hongria                 | 2–0   | Alemanya Democràtica |
| ----------------------- | ----- | -------------------- |
| A. Dunai 60' · Tóth 66' | Resum |                      |

 Passau

Assistència: 8.500

Àrbitre: Armando Marques (BRA)        
| Alemanya Federal | 1–1   | Mèxic       |
| ---------------- | ----- | ----------- |
| Hitzfeld 5'      | Resum | Cuéllar 69' |

 Nuremberg

Assistència: 40.000

Àrbitre: Oei Poh Hwa (MAS)        
| Alemanya Democràtica                                                           | 7–0   | Mèxic |
| ------------------------------------------------------------------------------ | ----- | ----- |
| Ganzera 34' · Sparwasser 39' 51' 89' · Streich 48' · Kreische 72' · Häfner 79' | Resum |       |

 Ingolstadt

Assistència: 5.500

Àrbitre: Jafar Namdar (IRA)        
| Hongria                                  | 4–1   | Alemanya Federal |
| ---------------------------------------- | ----- | ---------------- |
| E. Dunai 14' · A. Dunai 43' · Kü 75' 87' | Resum | Hitzfeld 33'     |

 Estadi Olímpic, Múnic

Assistència: 70.000

Àrbitre: Luis Pestarino (ARG)        
| Hongria                   | 2–0   | Mèxic |
| ------------------------- | ----- | ----- |
| A. Dunai 35' · Kocsis 53' | Resum |       |

 Regensburg

Assistència: 2.500

Àrbitre: Kan Chee Lee (Hong-Kong)        
| Alemanya Democràtica                     | 3–2   | Alemanya Federal          |
| ---------------------------------------- | ----- | ------------------------- |
| Pommerenke 10' · Streich 53' · Vogel 82' | Resum | Hoeneß 31' · Hitzfeld 68' |

 Estadi Olímpic, Múnic

Assistència: 80.000

Àrbitre: William Mullan 
Group 2
|           | J | G | E | P | GF | GC | Pts |
| --------- | - | - | - | - | -- | -- | --- |
| Polònia   | 3 | 2 | 1 | 0 | 10 | 2  | 5   |
| URSS      | 3 | 2 | 0 | 1 | 3  | 2  | 4   |
| Dinamarca | 3 | 1 | 1 | 1 | 4  | 3  | 3   |
| Marroc    | 3 | 0 | 0 | 3 | 1  | 9  | 0   |

| URSS                                    | 3–0   | Marroc |
| --------------------------------------- | ----- | ------ |
| Semyonov 1' · Kolotov 15' · Elissev 69' | Resum |        |

 Estadi Olímpic, Múnic

Assistència: 55.000

Àrbitre: Guillermo Velasquez (COL)        
| Dinamarca        | 1–1   | Polònia   |
| ---------------- | ----- | --------- |
| Heino Hansen 27' | Resum | Deyna 36' |

 Regensburg

Assistència: 4.000

Àrbitre: Abdelkader Aouissi (ALG)        
| URSS        | 1–2   | Polònia                   |
| ----------- | ----- | ------------------------- |
| Blokhín 28' | Resum | Deyna 79' · Szołtysik 87' |

 Rosenaustadion, Augsburg

Assistència: 5.000

Àrbitre: Henry Oberg (NOR)        
| Dinamarca                   | 3–1   | Marroc     |
| --------------------------- | ----- | ---------- |
| Bak 55' 83' · Printzlau 90' | Resum | Merzaq 89' |

 Passau

Assistència: 3.100

Àrbitre: Werner Winsemann (CAN)        
| URSS                                                | 4–0   | Dinamarca |
| --------------------------------------------------- | ----- | --------- |
| Kolotov 20' · Semyonov 28' · Blokhín 55' · Sabo 88' | Resum |           |

 Rosenaustadion, Augsburg

Assistència: 4.000

Àrbitre: Dogan Babacan (TUR)        
| Polònia                                                 | 5–0   | Marroc |
| ------------------------------------------------------- | ----- | ------ |
| Kmiecik 3' · Lubański 10' · Deyna 45' 63' · Gadocha 53' | Resum |        |

 Nuremberg

Assistència: 500

Àrbitre: Francesco Francescon 

### Medalla de Bronze
| URSS                          | 2–2   | Alemanya Democràtica      |
| ----------------------------- | ----- | ------------------------- |
| Blokhín 10' · Khurtsilava 30' | Resum | Kreischer 33' · Vogel 78' |

 Estadi Olímpic, Múnic

Assistència: 80.000

Àrbitre: Armando Marques (BRA)        
1. ↑  En realitzar-se en un empat al final del temps reglamentari es concediren dues medalles de bronze.

### Final
| Polònia       | 2–1   | Hongria    |
| ------------- | ----- | ---------- |
| Deyna 47' 68' | Resum | Varadi 42' |

 Olympic Stadium, Múnic

Assistència: 80.000

Àrbitre: Kurt Tschenscher (ALE)        